# Gogi Grant
Gogi Grant (Philadelphia, Pennsylvania, 1924. szeptember 20. – Los Angeles, Kalifornia, 2016. március 10.) amerikai énekesnő, színésznő, a hagyományos könnyűzene egyik kimagasló alakja. Legismertebb dala, a The Wayward Wind, az ötvenes években milliós példányszámban kelt el a világ számos országában. Azóta a dalt több százan dolgozták fel:
Sam Cooke, Gene Vincent, George Winston, Lynn Anderson, Connie Smith, Pat Boone, Neil Young, Anne Murray, Frank Ifield, Tex Ritter, Harry Geller & Tex Ritter, Patsy Cline, The Platters, Crystal Gayle...

## Élete a karrier előtt
Myrtle Audrey Arinsberg néven született Philadelphiában, de 12 évesen szüleivel Los Angelesbe költözött. 13 évesen megnyert egy énekversenyt, majd egy televíziós tehetségkutatót is, ekkor felvette az Audrey Brown művésznevet, melyet később Audrey Grantra változtatott. A kor nagy művészei felfedezték a kislány gyönyörű, izgalmas hangját. Az ötvenes évek Amerikájában hódított a hagyományos könnyűzene. Ez a műfaj kissé szentimentális, de mindenképp romantikus érzést keltett, és leginkább a nők körében vált kedveltté. Férfi tradicionális könnyűzene-énekes alig akadt, aki volt is, mára senki sem emlékszik rá. Gogi Grantet is egy férfi fedezte fel, akit mára annyira elfelejtettek, hogy nevét sem tudni.

## Karrier
1955-ben szerződést kapott az akkor még nagyon kicsi Era Records lemezcégtől. Első dala, a Suddenly There's a Valley, nagyon jól fogyott, és bekerült 1955 legjobb 10 slágere közé. Ezt követte a The Wayward Wind 1956-ban, melynek sikere valószínűleg még magát az előadót is meglepte. Egy pillanat alatt a slágerlisták első helyén találta magát, és nem sokkal a kiadás után elfogyott az első egymillió példány (nem tudni pontosan, mennyit adhatott el a dalból 1960 után, az biztos, hogy több, mint 3 milliót).
Helen Morgan korai és sajnálatos halála megihlette a filmrendezőket, és filmet készítettek az életéről The Helen Morgan Story címmel. A film főszerepét a kor meghatározó színésznője, Ann Blyth játszotta. A rendező, Michael Curtiz viszont kétségbeesett, amikor meghallotta Annt énekelni. Ekkor leálltak a forgatások, és bár a rendező nem akart megválni Blyth-tól, tudta, hogy valamit tennie kell, mert Helen Morgan jó énekesnő volt, Ann viszont nem tudott énekelni. Zene nélkül pedig mit sem ért volna a Morgan életéről szóló film. Ekkor a rendező figyelmét felhívták Gogi Grantre, akinek a hangja kísértetiesen hasonlított a Helen Morganéra. A rendező megkérte Grantet, hogy énekelje fel a film betétdalait (18-at), és majd az ő hangján „szólal” meg Ann Blyth, amikor énekel. A rendező próbálta ugyan eltitkolni, hogy nem Blyth énekel, de Gogi Grant aláírt egy szerződést az RCA Victor Recordsszal, akik kiadták a 18 dalból álló lemezt The Helen Morgan Story címmel, körülbelül a film bemutatásával egyidőben. A lemezborító pedig elárulta, hogy Gogi Grant a dalok énekesnője, és nem Ann Blyth. A The Helen Morgan Story című film (talán ennek a botránynak köszönhetően is) hatalmasat bukott, Michael Curtiz talán legkevésbé sikeres alkotása.
Ann Blyth később megtanult énekelni is, kiadott pár lemezt, de nem lettek sikeresek.
Gogi Grant egészen 1964-ig uralta a slágerlistákat, amikor utolsó lemezét, a City Girl In The Countryt ki nem adta. A lemez ugyan a kritikusok szerint Grant legjobb munkája, de a közönség nem így látta. Hiába volt a csinos lemezborító és a slágerek, a lemez nem fogyott jól, aminek oka nem volt más, mint a lemez műfaja. Countryt ugyanis 1964-ben a nagyvárosi amerikaiak nem hallgattak, így Gogi Grant utolsó lemeze nem lett sikeres.

## Túl a csúcson
Gogi Grant egyike a legidősebb aktív énekesnőknek. Túl a 88. életévén (2013), még mindig elvállal minden fellépést televízióban, koncerttermekben egyaránt, bár lemezt 1964-től nem adott ki.
Lakóhelye nem tisztázott, egyes információk szerint annyira beleszerett a countryba, hogy elköltözött Texasba, más információk szerint viszont New York az otthona. A 70-es években a The Wayward Wind még mindig sláger volt, a 80-as évekre kissé feledésbe merült, de a 90-es években ismét visszatért. Gogi Grantet folyton újra és újra felfedezték, és a The Wayward Windet örökzölddé változtatták. Az 50-es évek bolondos, szentimentális, szerelmes és keserédes dalszövegeit nem sokan tudták olyan átéléssel előadni, mint ő. A The Thrill is Gone szintén az ő előadásában volt emlékezetes.
Minden évben pletykálnak arról, hogy elhunyt, de aztán mindig visszatér, bizonyítván, hogy 88 fölött is lehet valaki fitt.
2016-ban álmában érte a halál, március 10-ére virradóra. Fia jelentette be a médiának március 11-én Gogi Grant halálhírét.

### Lemezei
- 1957 - Suddenly There's Gogi Grant
- 1958 - The Helen Morgan Story
- 1958 - Welcome To My Heart
- 1958 - Torch Time
- 1958 - Show Boat & Howard Keel, Anne Jeffreys
- 1959 - Kiss Me Kate & Howard Keel, Anne Jeffreys
- 1959 - Granted It's Gogi
- 1960 - If You Want To Get To Heaven, Shout
- 1964 - City Girl In The Country

### Toplistás, milliós példányszámban elkelt dalai
- 1955 - Suddenly There's A Valley
- 1956 - The Wayward Wind
- 1956 - When The Tide Is High
- 1956 - Who Are We
- 1956 - You're In Love
- 1958 - Strange Are The Ways Of Love

## További információ
- Gogi Grant az Internet Movie Database-ben (angolul)
- Gogi Grant a Rotten Tomatoeson (angolul)